# 萊姆斯通 (佛羅里達州)
萊姆斯通（英語：Limestone）是位於美國佛羅里達州哈迪縣的一個人口普查指定地區。

## 地理
萊姆斯通的座標為27°21′26″N 81°53′56″W / 27.35722°N 81.89889°W，而該地最高點為海拔高度18米（即59英尺）。

## 人口
根據2010年美國人口普查的數據，萊姆斯通的面積為61.55平方千米，當中陸地面積為61.55平方千米，而水域面積為0.00平方千米。當地共有人口132人，而人口密度為每平方千米2人。